# Latarnia morska Nab Tower
Latarnia morska Nab Tower – latarnia morska położona na stalowej wieży zbudowanej u wejścia do Solent do obrony Cieśniny Kaletańskiej  przed niemieckimi okrętami podwodnymi w okresie I wojny światowej. Położona jest na około 10 kilometrów na wschód od wybrzeża wyspy Wight. 
Zbudowana jako jedna z zaplanowanych ośmiu wież, będących częścią planu obrony Cieśniny Kaletańskiej przed U-Bootami. Projekt nigdy nie został ukończony. Jedna z nieukończonych wież o wysokości 28 metrów została doholowana do Nab Rock, która wcześniej była oznakowana przez latarniowiec. Tam zatopiono ją aby osiadła na dnie morza, w czasie tej operacji uległa lekkiemu przechyleniu.
7 listopada 1999 roku zbudowany w Stoczni Gdańskiej frachtowiec „Dole America” wpadł na wieżę ulegając uszkodzeniu. 
Latarnia rozpoczęła pracę w 1920 roku. W 1983 roku została zmodernizowana i zautomatyzowana; w 1995 zainstalowano zasilanie z baterii słonecznych. 
Zasięg światła białego wynosi 12 Mm. Obecnie stacja jest monitorowana z Trinity House Operations & Planning Centre w Harwich.